# Бордянка
Бордянка (Бородянка, Бердянка; до середины XX века также называлась Новоселье) — деревня в Ду́бровском районе Брянской области, в составе Алешинского сельского поселения. 
 Расположена в 10 км к западу от села Алешня, в 1 км к северу от деревни Заустье. Население — 1 человек (2010).
Упоминается с XIX века; состояла в приходе села Нарадовка. Входила в состав Алешинской волости, позднее — Заустьенского (до 1969), Серпеевского (1969—1992) сельсоветов.
| Годы      | 1866 | 1926 | 1979 | 1989 | 2002 | 2010 |
| --------- | ---- | ---- | ---- | ---- | ---- | ---- |
| Население | 120  | 176  | 29   | 10   | 3    | 1    |